# Klasztor karmelitów bosych w Berdyczowie
Klasztor karmelitów bosych w Berdyczowie – zabytkowy zespół klasztorny zakonu karmelitów bosych w Berdyczowie, ufundowany w 1630 roku na miejscu dawnej twierdzy rodu Tyszkiewiczów i zwany Fortecą Najświętszej Maryi Panny; przez wieki jedno z najważniejszych miejsc kultu religijnego, nauki i kultury na ziemiach ukraińskich, w XVII i XVIII wieku odgrywający znaczącą rolę polityczną i militarną. Burzliwe dzieje regionu zmusiły zakonników do czterokrotnego opuszczenia klasztoru – czterokrotnie też tam wrócili. W 2011 roku Kościół katolicki ogłosił go narodowym sanktuarium Ukrainy.
Karmelici prowadzili w klasztorze działalność misyjną, ekumeniczną, duszpasterską, pielgrzymkową, wydawniczą, poligraficzną, patriotyczną, obronną (utrzymywali fortecę i stałą załogę wojskową), charytatywną (przez utrzymywanie i prowadzenie szpitala oraz domu opieki dla biednych), a także wychowawczą i edukacyjną – zakonnicy utrzymywali i prowadzili szkołę.

## Założenie klasztoru

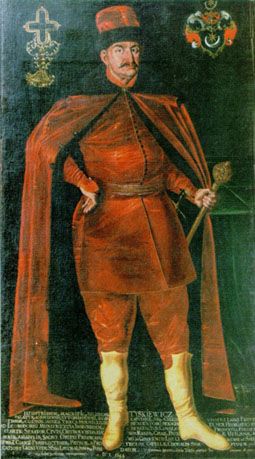
Janusz Tyszkiewicz Łohojski, wojewoda kijowski, fundator klasztoru w Berdyczowie. Portret z XVII wieku.

W roku 1627 wojewoda kijowski Janusz Tyszkiewicz został wzięty do niewoli podczas potyczki z Tatarami. Według jego relacji, gdy spał w kajdanach objawiła mu się Matka Boża w otoczeniu zakonników i poleciła: ty twierdzę przez żadne nigdy niezdobytą wieki masz wystawić. Tyszkiewicz ślubował, że w przypadku uwolnienia wybuduje kościół, klasztor i fortecę, które przekaże zakonnikom.
Tyszkiewicz został wykupiony z niewoli i w roku 1630 udał się do Lublina. 16 lipca, w uroczystość Matki Bożej Szkaplerznej, słuchał Mszy w kościele karmelitów bosych. Jak twierdził, tam rozpoznał habity, które widział we śnie. W Lublinie przebywali wówczas wizytator generalny zakonu z Rzymu oraz prowincjał. Tyszkiewicz uzyskał od nich wstępną zgodę na fundację i 19 lipca w Trybunale Lubelskim wystawił dokument, w którym oddał swój zamek i plac w Berdyczowie na kościół i klasztor karmelitów bosych, które zobowiązał się wybudować. Obdarował również zakon wsią Skrahlówka oraz dochodem 1800 zł rocznie z własnego majątku. Fundację zatwierdził biskup kijowski Bogusław Boxa Radoszewski dokumentem wydanym w Cudnowie 10 listopada 1630 roku.
Odpisy dokumentów fundacyjnych zostały przesłane do Rzymu, gdzie stały się przedmiotem obrad definitorium generalnego karmelitów bosych w maju 1632 roku. Władze zakonu oficjalnie zatwierdziły fundację i zadecydowały, że nowy klasztor będzie placówką misyjną, która ma prowadzić działalność ewangelizacyjną na wschodnich kresach Rzeczypospolitej oraz stać się zaczątkiem planowanej prowincji ruskiej. W związku z tym klasztor uzyskał zezwolenie na odprawianie liturgii w rycie bizantyjskim i nabożeństw w języku starocerkiewnosłowiańskim. Do czasu ukończenia prac budowlanych zakonnicy mieli przygotowywać się do przyszłej misji w karmelitańskim klasztorze we Lwowie.
2 marca 1634 roku biskup kijowski Andrzej Szołdrski uroczyście położył kamień węgielny pod dolny kościół w obecności Tyszkiewicza i wielu znamienitych gości. Budowa kościoła i przebudowa zamku na klasztor trwały osiem lat. 22 lipca 1642 roku poświęcono budynki, a w Berdyczowie zamieszkało pierwszych sześciu karmelitów.

## Zabudowania kompleksu

### Forteca

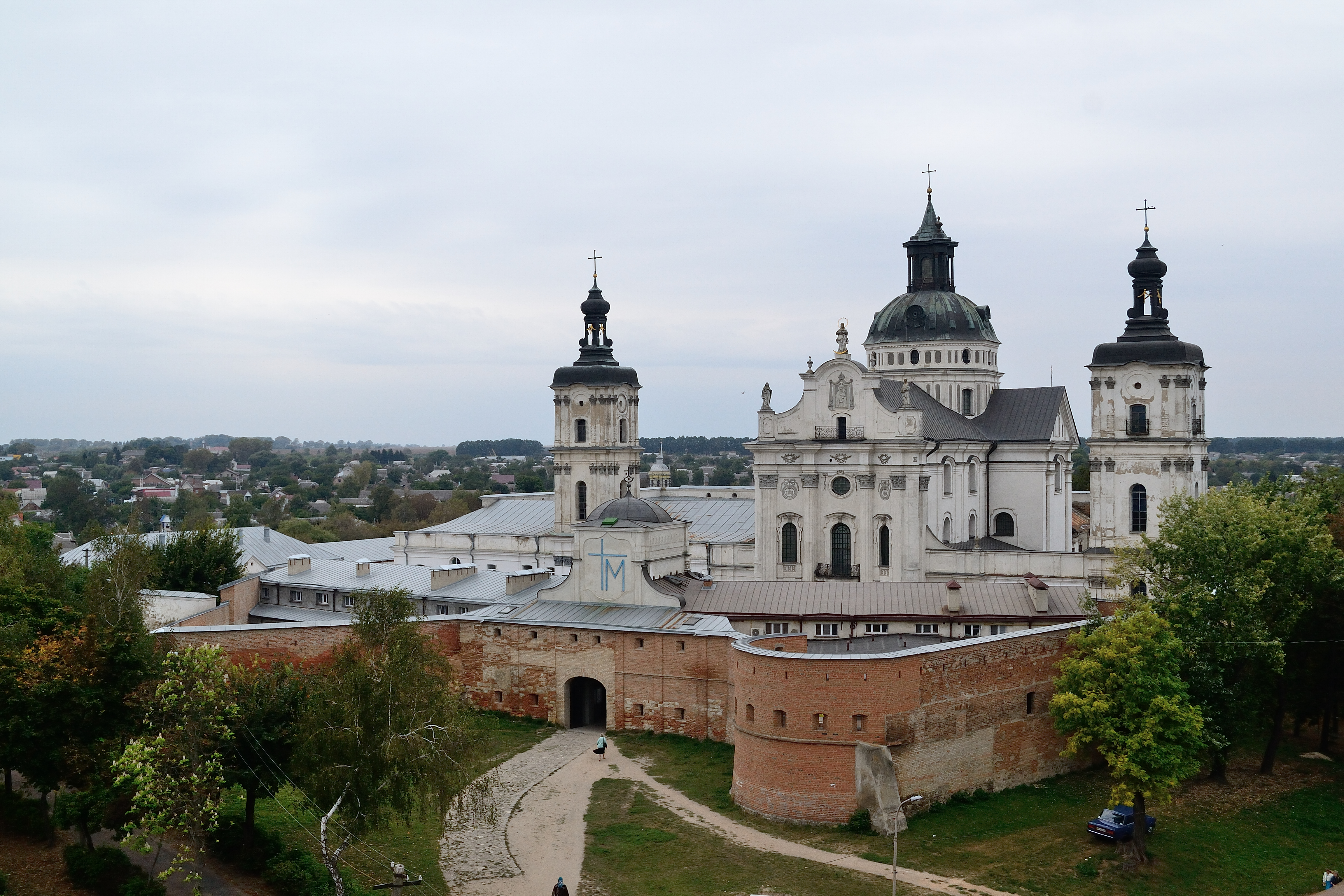
Zespół klasztorny w Berdyczowie. Widok na twierdzę od północy

Zespół klasztorny wznosił się nad Hnyłopiacią, której szerokie koryto rzeczne opasywało zabudowania od strony południowej i zachodniej. Od północy kompleks przylegał do ulicy Karmelitańskiej, od wschodu do zabudowań miejskich.
Zespół był otoczony murem obronnym ze strzelnicami, basztami i fortyfikacjami przebudowanymi w XVIII wieku pod kierunkiem Jana de Witte, który wysunął naroża wieloboków na przedpola. Mury bastionów były umocnione od wewnątrz nasypami ziemnymi.
Wejście flankowały bastiony ze strzelnicami wysunięte na przedpole. Brama znajdowała się od ulicy Karmelitańskiej. Jej elewacja frontowa podzielona była lizenami, a na sklepionym łuku wisiała latarnia. Bramę zwieńczono tympanonem z kompozycją malarską w trójkącie i figurą Niepokalanej na szczycie. Między pierwszą a drugą bramą znajdowały się składy handlowe. Na plac klasztorny wchodziło się przez drugą bramę, która miała formę baszty nakrytej kopułą.

### Klasztor
Klasztor usadowiony został po południowej stronie kościoła. Miał kształt czworoboku z kwadratowym dziedzińcem pośrodku. Zachodnie skrzydło zostało przedłużone i przylegało do elewacji prezbiterium, łącząc bezpośrednio kościół z klasztorem. Do budynku od północy należała wieża obserwacyjna, w której znajdowało się wejście i klatka schodowa. W latach 1810–1812 dobudowano drugą wieżę, po południowej stronie klasztoru.

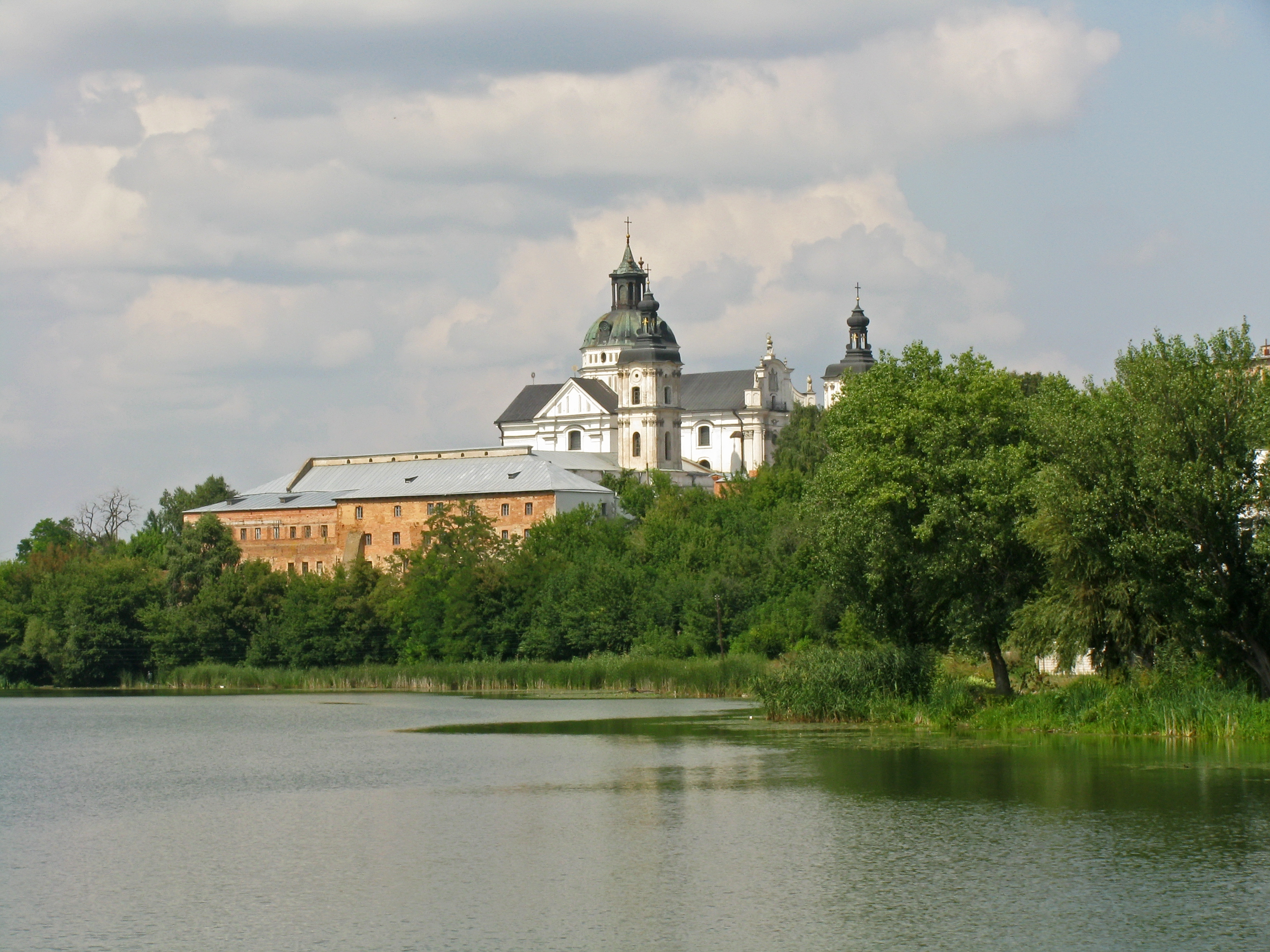
Klasztor karmelitów bosych w Berdyczowie. Widok od zachodu

Klasztor był murowany, dwupiętrowy, podpiwniczony. Posiadał 40 cel zakonnych, obszerny refektarz, kuchnię, salę rekreacyjną oraz chór zakonny z oknami nad prezbiterium kościoła. Znajdowało się w nim ponadto kilkanaście innych małych pomieszczeń, wykorzystywanych niekiedy na cele lub inne potrzeby. Biblioteka mieściła w 1841 roku 2078 książek. Korytarz podziemny prowadził z klasztoru poza mury twierdzy.

### Inne budynki
Od strony zachodniej przylegały do murów obronnych zabudowania mieszkalne dla muzyków i innych pracowników klasztoru oraz wozownie i magazyny. Od strony północnej, wzdłuż muru przy bramie znajdował się dom dla gości. Od strony wschodniej ciągnął się murowany, dwukondygnacyjny, pokryty dachem z żelaznej blachy, dom dla pielgrzymów, pełniący też funkcję przytułku dla biednych.
Obok domu dla pielgrzymów, przy wschodnim murze, w 1830 roku wybudowano murowaną szkołę z sześcioma salami. Wcześniej szkoła mieściła się w drewnianym budynku poza murami, obok bramy. W tym samym budynku działała drukarnia. Również poza murami, nad brzegiem Hnyłopiaci, stały kuźnia, chata kowala oraz drewniany szpital. Do kompleksu należał również cmentarz na Piaskach, a na nim kaplica i murowany dom z bramą przejściową w środku.

## Uposażenie klasztoru
Źródłem utrzymania zakonników, pracowników klasztornych, a także finansowania całego kompleksu budynków oraz działalności charytatywnej i oświatowej były dobra ziemskie, zapisy sum funduszowych z obligacjami wieczystymi, ofiary składane przez wiernych, a od XVIII wieku również dochody z drukarni.
Do dóbr ziemskich klasztoru należały wieś Skrahlówka (Skrehlówka) w powiecie berdyczowskim, zapisana przez Janusza Tyszkiewicza w dokumencie fundacyjnym (w 1841 roku miała 681 mieszkańców, 73 włók gruntów ornych, młyn i browar); wieś Skomorochy w powiecie żytomierskim zapisana w 1647 roku przez Seweryna Potockiego (27 włók gruntu ornego i młyn) oraz jurydyka berdyczowska zapisana w 1751 roku przez Barbarę Radziwiłł (były to zabudowane place w mieście, z których płacono klasztorowi czynsz za grunt).
Kilkudziesięciu dobrodziejów klasztoru przekazało sumy funduszowe z obligacjami wieczystymi, zapisanymi na hipotekach nieruchomości. W roku 1841 klasztor posiadał kapitał w sumach funduszowych wynoszący ponad 46 tysięcy rubli, dający 2486 rubli i 55 kopiejek rocznego procentu.

## Działalność klasztoru

### Życie kontemplacyjne i działalność duszpasterska
Karmelici prowadzili w Berdyczowie przede wszystkim życie kontemplacyjne, zgodne z regułą zakonu. Liczne świadectwa (na przykład wspomnienia Henryka Rzewuskiego) świadczą o wysokiej ocenie, jaką cieszyła się obserwancja zakonna wśród okolicznych mieszkańców, pielgrzymów i gości.
Większość dnia wypełniały braciom i ojcom modlitwy w kościele oraz chórze zakonnym, rozpoczynające się o 5.30 rano i kończące wieczorem. Codziennie odprawiano jedną mszę konwentualną w rycie rzymskim i jedną w rycie bizantyjskim. W porządku nabożeństw z 1786 roku zanotowano, że w niedzielę odprawiano sumę śpiewaną i graną przez kapelę oraz mszę ruską przez kapłana odprawianą i śpiewaną na głosy przez diaczków. Kazania wygłaszano po polsku i po rusku. Karmelici byli pionierami działalności ekumenicznej w regionie – utrzymywali dobre stosunki z lokalnym duchowieństwem unickim i prawosławnym, wysyłali w najważniejsze święta prawosławne delegacje do cerkwi oraz organizowali w sanktuarium wspólne modlitwy. W działalności charytatywnej czy edukacyjnej nie zwracali uwagi na wyznanie.
Duszpasterstwo karmelitów koncentrowało się wokół sanktuarium maryjnego Matki Boskiej Berdyczowskiej. Jego cechą charakterystyczną było szerzenie kultu Matki Bożej Szkaplerznej i nacisk położony na spowiedź uszną. Przy klasztorze działało sześć bractw, które miały swoich promotorów spośród zakonników, zarządy i regulaminy. Skupiały one kilka tysięcy członków. Na prośbę biskupa kijowskiego definitorium generalne zakonu zezwoliło w 1753 roku zakonnikom na prowadzenie parafii.

### Działalność charytatywna

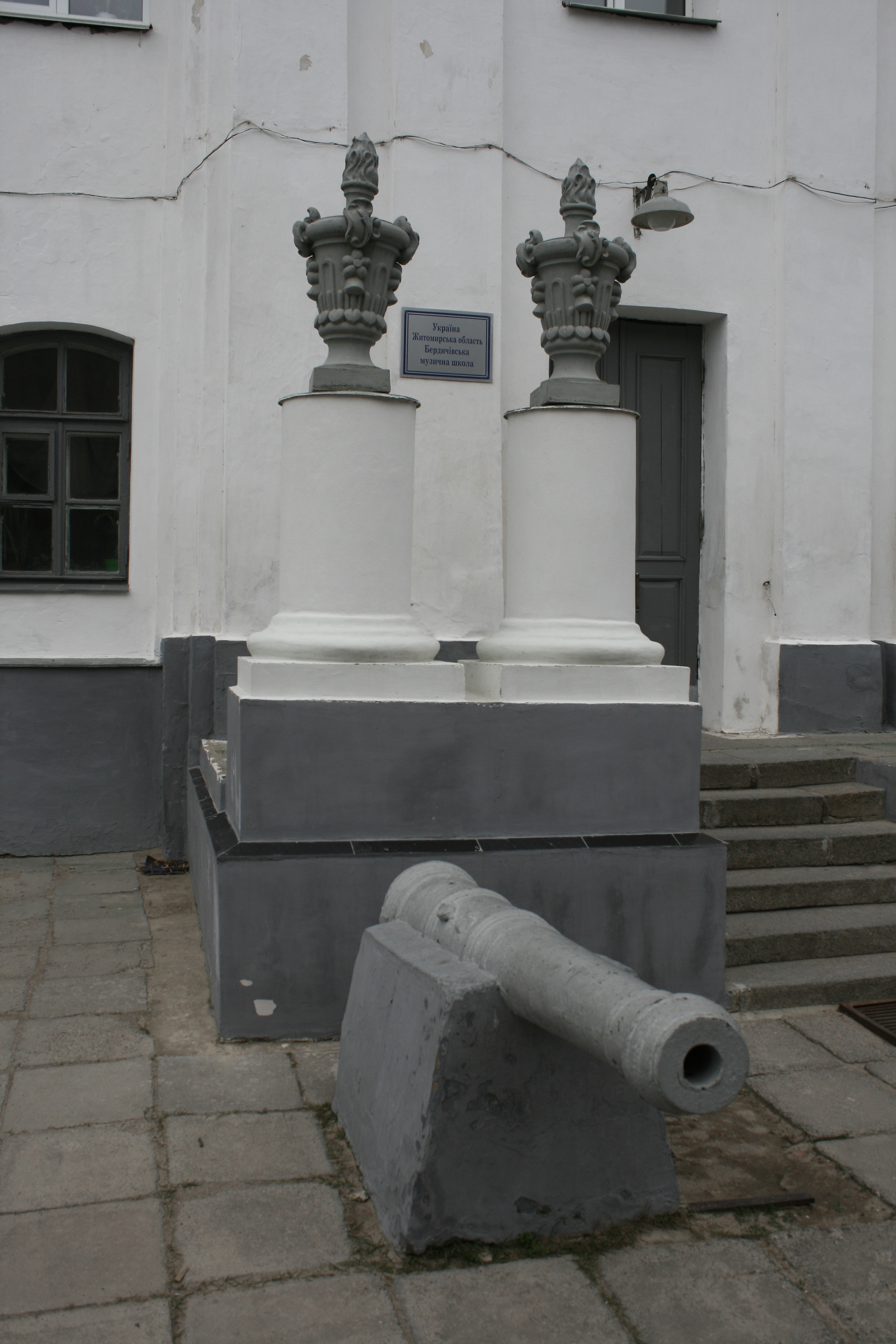
Odrestaurowane wejście do klasztoru pod wieżą obserwacyjną, współcześnie do szkoły muzycznej.

Działalność charytatywna zakonników skupiała się na pomocy najbiedniejszym oraz organizowaniu zaczątków służby zdrowia. Przy klasztorze założyli pierwszy w regionie szpital. W latach 1770–1772, podczas epidemii, która panowała w okolicach Berdyczowa, wskutek posługi wśród zarażonych zmarło dwunastu karmelitów.
Noclegi w domu dla pielgrzymów były darmowe, podobnie jak podawane tam, skromne posiłki. Spowodowało to, że budynek ten stał się przytułkiem dla najbiedniejszych. Wielu starszych, ubogich mieszkańców okolicy spędzało w nim ostatnie lata, pomagając w miarę sił w pracach na terenie klasztoru. Według dokumentu władz z 1811 roku było w przytułku dla ubogich 12 osób żyjących z opatrzności klasztoru.

### Działalność wychowawcza i edukacyjna
Karmelici byli najbardziej znani z działalności edukacyjnej. Nie zachowała się jej dokumentacja z okresu sprzed połowy XVIII wieku, kiedy berdyczowską szkołę nazywano Kolegium. Liczne źródła świadczą, że cieszyła się wysokim prestiżem. W 1780 roku było w Berdyczowie 6 klas, 7 ojców profesorów i 156 uczniów.
Po rozbiorach Polski, w roku 1796, ojciec Andrzej Bardecki postanowił oficjalnie usankcjonować działalność i założył w Berdyczowie na podstawie prawa rosyjskiego szkołę średnią podwydziałową. Karmelici uzyskali licencję na prowadzenie szkoły od Akademii Wileńskiej, która miała nad nią sprawować nadzór pedagogiczny.
Edukacja była bezpłatna, przeznaczona dla młodzieży męskiej niezależnie od wyznania. Uczniowie, którzy mieszkali w klasztorze, płacili za utrzymanie. Biedniejsi z nich byli finansowani przez zakonników. W 1798 roku w klasztorze mieszkało 32 uczniów (w tym 14 za darmo), do szkoły dochodziło zaś z domów i stancji 125 uczniów. Szkoła mieściła się w osobnym budynku przy klasztorze, początkowo drewnianym, a od 1830 roku murowanym. Zatrudniała także nauczycieli świeckich.
Według raportu inspektorów państwowych z 20 kwietnia 1800 roku, w szkole nauczano nauki chrześcijańskiej, nauki moralnej, języków łacińskiego, polskiego, rosyjskiego, niemieckiego i francuskiego oraz geografii, historii, retoryki, poezji, arytmetyki, geometrii, trygonometrii, algebry i fizyki.
W 1806 roku szkołę zamknięto decyzją władz oświatowych, konkurowała bowiem z zakładanymi szkołami świeckimi. Uczyniono tak, mimo że cieszyła się wielką popularnością i słynęła z wysokiego poziomu nauczania z prawem dostępu do Akademii Wileńskiej po uzyskaniu dyplomu ukończenia. Protesty uczniów i rodziców oraz starania samych karmelitów doprowadziły do odwołania decyzji. W roku 1811 szkołę otworzono oficjalnie ponownie, nazywając ją powiatową. Dyrektorem został ojciec Jan Tomasz Romański. W tym roku przyjęto do niej 157 uczniów – obok katolików, także trzech Żydów, pięciu unitów i pięciu prawosławnych. W klasztorze mieszkało 11 uczniów, płacących od 30 dukatów rocznie. Wszyscy inni mieszkali albo w swoich domach lub na stancjach u mieszkańców Berdyczowa i najbliższych miejscowości.
Podczas powstania listopadowego, w czerwcu 1831 roku, ukazem carskim zamknięto szkołę i zakazano karmelitom nauczania młodzieży. Kontynuowano tajne nauczanie, chociaż w ograniczonym zakresie. Aby wykorzystać kadrę nauczycielską i budynek szkoły, w 1832 roku przeniesiono do Berdyczowa nowicjat i studium zakonne.

### Działalność wydawnicza
W 1758 roku karmelici z Berdyczowa otrzymali od Augusta III przywilej na założenie drukarni, potwierdzony przez kurię kijowską pozwoleniem na wydawanie książek. Drukarnia Fortecy Najświętszej Maryi Panny działała od 1758 do 1844 roku i wydała 714 pozycje książkowe w językach łacińskim, polskim, ukraińskim i rosyjskim. Razem z drukami okolicznościowymi znany współcześnie dorobek drukarni obejmuje 838 pozycji. Zatrudniała drukarzy oraz rytowników i grafików. Bestsellerem były wydawane od 1760 roku w nakładzie 40 tysięcy egzemplarzy Kalendarze berdyczowskie. Ukazywały się one przez 104 lata, aż do powstania styczniowego, gdy zostały zakazane przez władze.

### Działalność muzyczna
Od połowy XVIII wieku karmelici utrzymywali kapelę klasztorną, która uświetniała uroczystości kościelne w sanktuarium Matki Bożej Berdyczowskiej oraz uroczystości patriotyczne i wojskowe fortecy klasztornej. Za zgodą przeora uczestniczyła w uroczystościach weselnych i pogrzebowych w Berdyczowie i okolicy. Przykładowo, grała na powitanie wizyt w klasztorze króla Stanisława Augusta Poniatowskiego, biskupów kijowskich czy też wizytatorów szkół berdyczowskich.
W różnych okresach kapela liczyła od 10 do 20 muzyków. Obecny stan badań nie pozwala na bliższą analizę dorobku artystycznego kapeli, jej utworów, kompozycji, wykonywanych pieśni i religijnych motetów. Cały dorobek zaginął w okresie kasaty klasztoru.

## Historia klasztoru

### Ewakuacja i zajazdy w XVII wieku

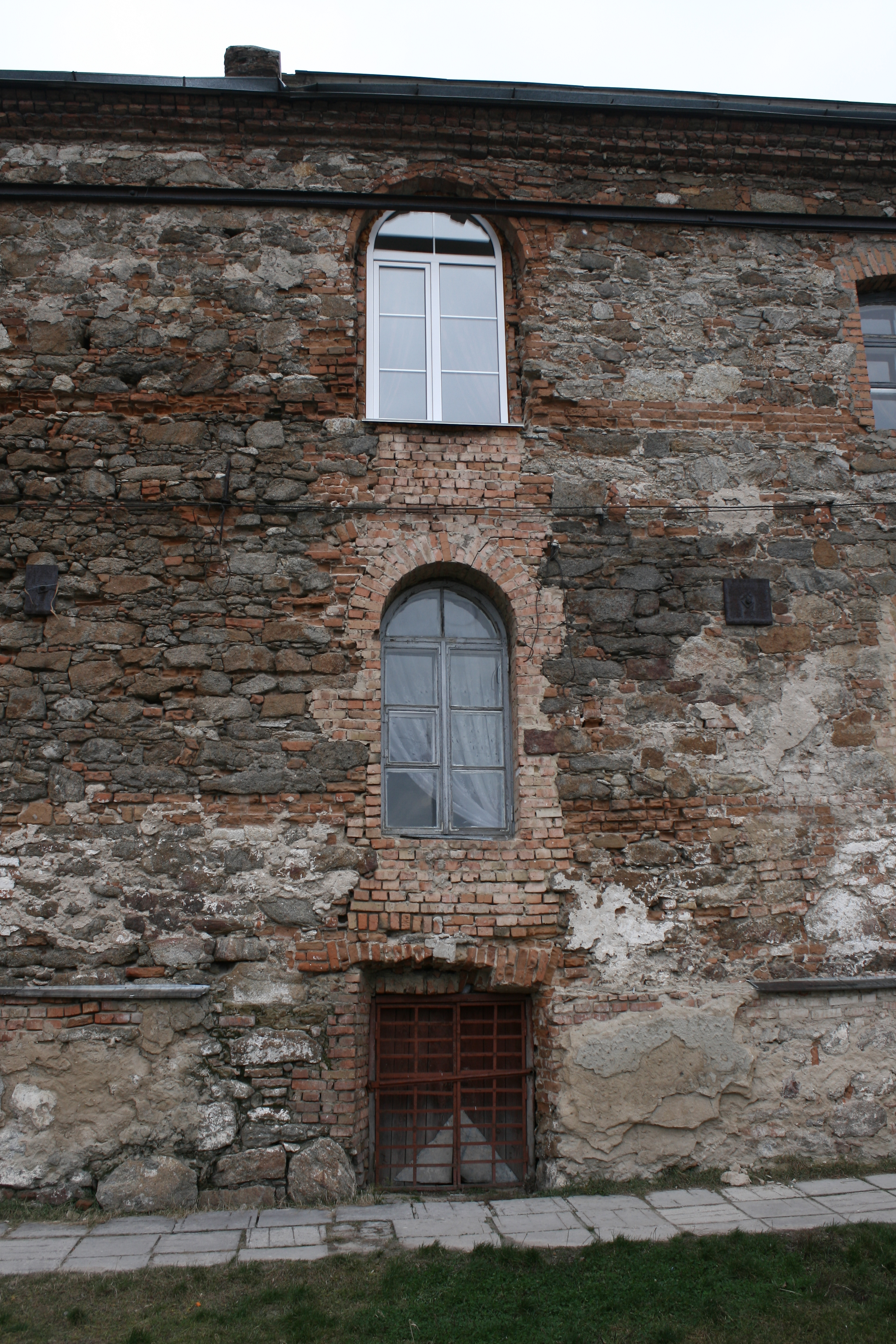
Najstarsze zachowane, oryginalne fragmenty klasztoru z XVII wieku

W latach 1642–1648 pierwsi karmelici berdyczowscy organizowali podstawy życia zakonnego i wykańczali przekazane im budowle. Po wybuchu powstania Chmielnickiego i pierwszych atakach na klasztor, podjęto decyzję o ewakuacji zakonników. Forteca została opuszczona, a następnie splądrowana przez wojska kozackie i tatarskie.
W 1663 roku zakonnicy powrócili do Berdyczowa. Odrestaurowali kościół i klasztor oraz przywrócili życie wspólnotowe i nabożeństwa. Jednakże spadkobiercy Janusza Tyszkiewcza, którzy podczas nieobecności karmelitów uznali fortecę za opuszczoną, próbowali podważyć akt fundacji. Gdy spotkali się z odmową zorganizowali zajazd, na czele którego stanęli komisarz berdyczowski Świderski i oficjalista Grabowski. Żołnierze starosty poznańskiego napadli na klasztor i złupili go 19 marca 1684 roku. Podczas drugiego zajazdu, 7 maja 1686 roku, pobito i wyrzucono zakonników oraz obrabowano klasztor oraz kościół, gdy komisarz Pucharzewski zebrał gromadę motłochu i uzbroił ich w kosy, strzelby, hakownice.
Wyrzuceni karmelici rozpoczęli proces, który trwał bardzo długo, mimo przychylnych dla zakonników wyroków różnych instancji. Ostatecznie dopiero w roku 1717 decyzja trybunalska zmusił spadkobiercę Tyszkiewiczów, Krzysztofa Zawiszę, do wpuszczenia karmelitów do Berdyczowa i zapłacenia im odszkodowania za wyrządzone szkody.

### Okres świetności klasztoru w XVIII wieku
Około roku 1720 karmelici po raz drugi powrócili do zrujnowanego klasztoru, który nie nadawał się do zamieszkania. Wybudowali więc tymczasowe, drewniane chaty i własnoręcznie zabrali się za odbudowę klasztoru i kościoła. Pracami kierował architekt Grzegorz Tarnawski. W 1734 roku pierwszy etap odbudowy został ukończony, a klasztor przywrócono do godności przeoratu. Liczył wówczas siedmiu ojców i kilku braci.
W 1739 roku rozpoczęto budowę górnego kościoła, którą ukończono w roku 1754. Połączono ją z przebudową murów twierdzy a pracami kierował architekt Jan de Witte.
Klasztor przeżył apogeum rozwoju i świetności po uroczystościach konsekracji górnego kościoła, a szczególnie po koronacji obrazu papieskimi koronami Benedykta XIV, dokonanej przez biskupa kijowskiego Kajetana Sołtyka w dniu 16 lipca 1756 roku. Wydarzenie to odbiło się szerokim echem w całej Rzeczypospolitej, od tamtego czasu liczne pielgrzymki zaczęły przybywać do sanktuarium.

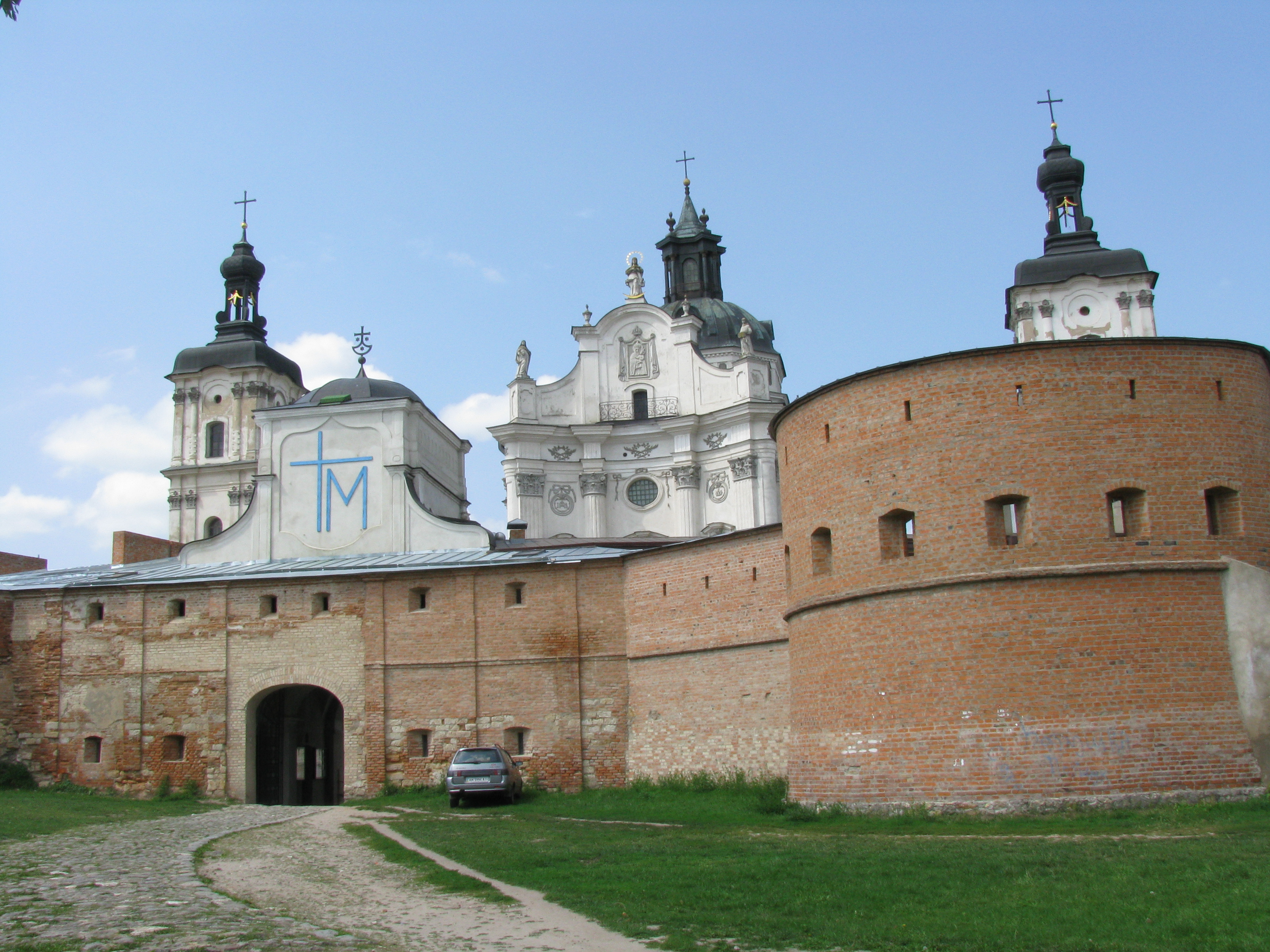
Brama do fortecy. Stan współczesny, przed odsłonięciem w czerwcu 2015 roku pomnika Jana Pawła II

Otoczony potężnym wałem z mostem zwodzonym i bastionami uzbrojonymi w 60 armat, klasztor zmienił się w twierdzę. Na koszt zakonu utrzymywano stałą załogę wojskową, zdolną stawić opór napadom. 6 maja 1749 roku definitorium generalne karmelitów w Rzymie zezwoliło klasztorowi w Berdyczowie na utrzymywanie wojska celem obrony obrazu Matki Bożej. Dwukrotnie gościł w fortecy król Stanisław August Poniatowski – w roku 1781 i 1787.
W 1768 roku, po rozbiciu wojsk konfederatów barskich pod Żytomierzem, do Berdyczowa wkroczyły oddziały pod dowództwem Kazimierza Pułaskiego. Przeor Józef Zwoliński udostępnili twierdzę Pułaskiemu, a ten wprowadził do niej 700 konfederatów i 800 mieszkańców Berdyczowa. 28 maja wojska rosyjskie wkroczyły do miasta. Oblężenie fortecy trwało 17 dni. Wojska konfederackie, wspierane przez załogę twierdzy, odparły trzy szturmy Rosjan. Brak żywności i amunicji zmusił Pułaskiego do układów, na których mocy konfederaci opuścili z bronią mury 14 czerwca, a mieszkańcy miasta uzyskali amnestię. Twierdzę zajęło wojsko rosyjskie, które skonfiskowało pozostałe 48 armat i wszelką broń, spaliło drukarnię, a także zarekwirowało skarbiec klasztorny. Rosjanie opuścili Berdyczów 4 października.

### Kasata klasztoru
Po drugim rozbiorze Polski klasztory prowincji polskiej, które znalazły się pod władzą Rosji, utworzyły odrębną prowincję ruską. Nowicjat umieszczono w Wiśniowcu, studia filozoficzne i teologiczne w Berdyczowie i Kamieńcu Podolskim. Władze po 1815 rozpoczęły systematyczną akcję kasaty klasztorów.
Kontakt klasztorów leżących na terenie Rosji z władzami karmelitów bosych w Rzymie był utrudniony, gdyż został zakazany przez władze. W 1862 roku przeor Berdyczowa wysłał tajny list do Rzymu, za pośrednictwem biskupa kijowskiego. Zachował się on we włoskich archiwach zakonu. Przeor informował, że w kraju nie ma prowincjała, władz prowincjalnych, nie zwołano od lat kapituły. On sam urzędował już sześć lat po upływie kanonicznej kadencji. W odpowiedzi generał nakazał wybrać wśród zakonników dożywotniego wikariusza prowincjalnego, dając mu władzę mianowania przeorów oraz podporządkował administracyjnie klasztor, w drodze kanonicznego wyjątku, władzy biskupa kijowskiego. Nie wiadomo, czy odpowiedź z Rzymu dotarła do Berdyczowa.
Klasztor w Berdyczowie został skasowany jako ostatni w prowincjach ruskiej i litewskiej karmelitów bosych. Wcześniej przyjęto do niego kilkudziesięciu zakonników ze zniesionych w Rosji klasztorów. Wielu ziemian interweniowało na dworze w Petersburgu, uzyskując odwołania od kilku już podjętych decyzji. Dużą rolę w tych interwencjach odegrały petycje do cara podpisane przez mieszkańców Berdyczowa i okolic, tak katolików, jak i prawosławnych.
W roku 1864, podczas trwania powstania styczniowego, ojciec Salezy Martusiewicz został w okrutny sposób zamordowany, jak to określały władze z nienawiści do Polaków i Kościoła katolickiego. Najprawdopodobniej była to krwawa rosyjska prowokacja, która miała wykazać niechęć ludności prawosławnej do zakonników. Pogrzeb Martusiewicza stał się demonstracją jedności mieszkańców miasta. Mordercy nie ujęto, ale we wnioskach wojska i policji do Petersburga zabójstwo stało się przesłanką uzasadniającą konieczność likwidacji klasztoru.
Kasata nastąpiła ostatecznie w roku 1866. Ukazem carskim kościół przemianowano na parafialny. Pozostawiono przy nim dwóch zakonników – jednego jako proboszcza a drugiego jako administratora resztek majątku. Pozostałych kilkudziesięciu karmelitów wywieziono i osadzono osobno przy różnych parafiach katolickich w całej Rosji.
Generał gubernator kijowski obawiał się rozruchów, dlatego w 1866 roku wkroczył do Berdyczowa z dużym oddziałem wojska i zajął klasztor. Napotkał tylko bierny opór. Zabudowania przekazano różnym instytucjom, między innymi wojsku, policji i straży pożarnej. Część przeznaczono na składy i sklepy, które wynajęto kupcom z innych miejscowości, gdyż lokalni przedsiębiorcy nie chcieli uczestniczyć w tym procederze. Wydzielono też mieszkanie dla proboszcza. Majątek przejęto na skarb cesarski.
Proboszczem, do śmierci w 1887 roku, pozostał ojciec Maciej Brydycki. Później parafię obejmowali księża diecezjalni, którzy na początku XX wieku, przy poparciu biskupa kijowskiego i po petycjach mieszkańców, odzyskali część pomieszczeń klasztornych, a za uzbierane wśród lokalnej ludności pieniądze przeprowadzili niezbędne remonty kościoła. Na początku XX wieku zmarł w Rosji ostatni berdyczowski karmelita, Joachim Lipski.

### Trzeci powrót karmelitów i druga kasata

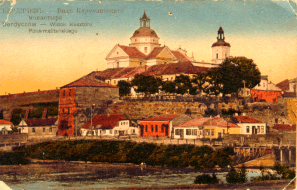
Zespół klasztorny na początku XX wieku

W 1917 roku, po obaleniu caratu, kościół i klasztor objęli tymczasowo w posiadanie jezuici. Odnowili częściowo klasztor i przejęli parafię. 9 maja 1918 roku biskup żytomierski Ignacy Dubowski, na prośbę mieszkańców Berdyczowa, wezwał karmelitów do powrotu. 16 czerwca 1918 roku do klasztoru powróciło pierwszych trzech zakonników.
W marcu 1919 roku obległy Berdyczów wojska atamana Petlury. W fortecy schroniło się kilkuset mieszkańców miasta. 26 kwietnia 1920 roku wojska polskie zajęły Berdyczów i weszły do klasztoru. Urządziły tam, za pozwoleniem karmelitów, część szpitala. 3 maja na terenie fortecy odbyły się uroczystości święta Matki Bożej Królowej Polski z udziałem wojska. Ojciec Benedykt Krok w imieniu zakonników złożył uroczystą przysięgę, że będzie strzegł sanktuarium oraz zawierzył Matce Bożej Berdychowskiej całą Ukrainę.
W sierpniu 1920 roku armia Budionnego zajęła Berdyczów, spaliła szpital z rannymi żołnierzami oraz personelem medycznym, mordując tam ponad 600 osób. Nie jest jasne, czy dotyczyło też rannych, którzy znajdowali się w klasztorze. Sanktuarium zostało zniszczone i ograbione, nie oszczędzono nawet sztukaterii. Niejasne są losy berdyczowskich karmelitów. Część ich zginęła w nieznanych okolicznościach. Wiadomo, że w 1923 roku w klasztorze mieszkał jedynie ojciec Bronisław Jarosiński, który pełnił funkcję proboszcza. W 1924 roku zastąpił go ojciec Terezjusz Sztobryn. Zmarł on 7 lipca 1926 roku. Po jego śmierci władza radziecka skonfiskowała sanktuarium, czyniąc z niego własność państwową. Górny kościół przekształcony został w muzeum ateizmu, kościół dolny w kino. W klasztorze siedziby miały różne instytucje, w tym NKWD, które urządziła z jego części więzienie.
W czerwcu 1941 roku, po ataku Niemiec na Związek Radziecki, do klasztoru przewieziono polskich więźniów politycznych z lwowskich „Brygidek”. Podczas wkraczaniu Wehrmachtu udało się im uciec. Klasztor i kościół zostały spalone. Władze radzieckie oskarżyły o to wojska niemieckie, które miały użyć pocisków zapalających. Niemcy odpowiedzialnością obciążyli Rosjan, którzy wycofując się mieli podpalić zabudowania klasztorne.
W 1958 roku władze radzieckie rozpoczęły odbudowę zespołu klasztornego według projektu Walentyny Korniejewej. W budynku klasztoru umieszczono średnią szkołę muzyczną i plastyczną, a dolny kościół przebudowano na salę gimnastyczną.

### Czwarty powrót karmelitów

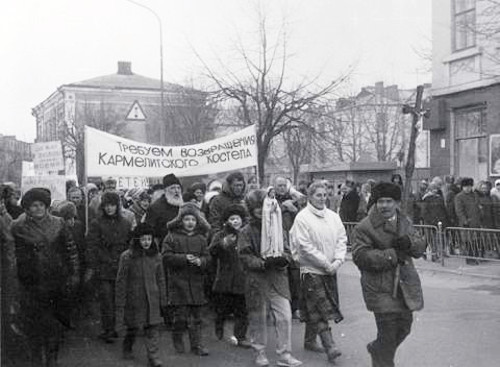
Demonstracja na ulicach Berdyczowa w 1990 roku. Mieszkańcy żądali zwrotu klasztoru i kościoła. Na czele pochodu między innymi prawosławny duchowny ojciec Georgij

W 1989 roku do Berdyczowa przyjechał ojciec Serafin Tyszko, który zamieszkał na stancji w domu prywatnym i rozpoczął pracę duszpasterską. W 1990 roku, jeszcze w czasach istnienia Związku Radzieckiego, na ulicach miasta i pod siedzibą władz mieszkańcy zorganizowali kilka demonstracji, w których żądano zwrotu klasztoru i kościoła. Brali w nich udział, obok katolików, także duchowni i wierni prawosławni. W 1991 roku grupa około 200 osób okupowała dolny kościół, śpiąc w nim przez kilka tygodni.
15 listopada 1991 roku władze niepodległej Ukrainy przekazały zakonowi karmelitów kościół i zachodnią część fortecy, między kościołem a murem. Zakonnicy wybudowali tam mały, tymczasowy klasztor. W dawnym budynku klasztornym pozostawiono szkołę muzyczną. Karmelici rozpoczęli odbudowę obu kościołów. W pracach inwentaryzacyjnych pomagali studenci Wydziału Architektury Politechniki Warszawskiej.
W 1993 roku przełożonym klasztoru został ojciec Piotr Hewelt, który doprowadził do poświęcenia dolnego kościoła. Do sanktuarium znów zaczęły napływać rzesze pielgrzymów. 9 czerwca 1997 Jan Paweł II poświęcił nowy obraz Matki Bożej Berdyczowskiej. Koronacja koronami papieskimi odbyła się 19 lipca 1998 roku. Zgromadziła tysiące osób, tak że uroczystości trzeba było przenieść poza mury fortecy. W październiku 2011 roku episkopat Ukrainy ogłosił zespół klasztorny sanktuarium narodowym Ukrainy.
W 2007 roku fundusze na remont klasztoru przekazało polskie Ministerstwo Kultury i Dziedzictwa Narodowego. W kilku pomieszczeniach klasztornych urządzono muzeum, urodzonego w Berdyczowie, Józefa Conrada-Korzeniowskiego. W klasztorze nadal działa szkoła muzyczna. Renowację południowego skrzydła budynku przybramnego (dawnego domu dla gości) w latach 2009–2012 finansowało również Ministerstwo Kultury i Dziedzictwa Narodowego.
18 czerwca 2015 roku, na uroczystości Matki Bożej Szkaplerznej, do sanktuarium w Berdyczowie przybyło 18 pielgrzymek pieszych. Na placu przed zabytkową bramą wjazdową do zespołu klasztornego odsłonięto pomnik Jana Pawła II. W uroczystościach uczestniczyli przedstawiciele korpusu dyplomatycznego z Polski, Rumunii, Japonii, a także władz Ukrainy.
W 2015 roku klasztor miał status Konwentu pod wezwaniem Niepokalanego Poczęcia Najświętszej Maryi Panny w ramach Delegatury Prowincjalnej na Ukrainie, należącej do Prowincji Krakowskiej Zakonu Karmelitów Bosych.